# Programme nucléaire de l'Australie
Le programme nucléaire de l'Australie comprend la construction de réacteurs de recherche et l'exploitation de l'uranium. L'Australie est signataire d'un accord de coopération sur l'utilisation pacifique du nucléaire avec l'Union européenne. 

## Réacteurs de recherche
- Le High Flux Australian Reactor (en) (HIFAR) construit dans les années 1960 et arrêté en 2007.
- Le réacteur OPAL (en), construit avec l'aide de la firme argentine INVAP. Inauguré en 2007 par le gouvernement de John Howard, OPAL prend la relève d'HIFAR.

## Exploitation de l'uranium
La mine d'uranium Ranger est exploitée depuis 1980.

## Gestion des déchets radioactifs
L'Australie a développé le Synroc pour contenir les déchets nucléaires. Le Synroc est une sorte de roche synthétique (Synthetic Rock), inventée en 1978 par le professeur Ted Ringwood de l'Australian National University. Cette technologie est utilisée par l'armée américaine pour confiner ses déchets.

## Débats
Le premier ministre australien a déclaré en 2008 que l'Australie pouvait se passer de l'énergie nucléaire ; les Verts australiens sont également opposés à cette source d'énergie. Cependant plusieurs personnalités et entreprises la défendent, comme l'entreprise South Australian Nuclear Energy System, dont le conseil d'administration comprend le climatologue Tom Wigley.